# Niclas Jönsson
Pour les articles homonymes, voir Jönsson.
Cet article concerne le pilote automobile suédois. Pour l'ancien fondeur suédois, voir Niklas Jonsson.
Niclas Jönsson, né le 4 août 1967 à Bankeryd, est un pilote automobile suédois engagé en American Le Mans Series et en Rolex Sports Car Series au sein de l'écurie de l'écurie Krohn Racing.

## Palmarès
- Champion de Suède de Formule 3 en 1990 et 1991
- Vainqueur des 6 Heures de Watkins Glen en 2005
- Vainqueur des 12 Heures de Sebring dans la catégorie GTE Am en 2011
- Champion dans la catégorie ST du Continental Tire Sports Car Challenge en 2011

## Résultats aux 24 Heures du Mans
| Année | Voiture                   | Équipe                                | Équipiers                       | Résultat    |
| ----- | ------------------------- | ------------------------------------- | ------------------------------- | ----------- |
| 2006  | Porsche 911 GT3 RSR (996) | White Lightning Racing / Krohn Racing | Jörg Bergmeister / Tracy Krohn  | Abandon     |
| 2007  | Ferrari F430 GTC          | Risi Competizione / Krohn Racing      | Tracy Krohn / Colin Braun       | 19e         |
| 2008  | Ferrari F430 GTC          | Risi Competizione / Krohn Racing      | Tracy Krohn / Eric van de Poele | Abandon     |
| 2009  | Ferrari F430 GTC          | Risi Competizione / Krohn Racing      | Tracy Krohn / Eric van de Poele | 22e         |
| 2010  | Ferrari F430 GTC          | Risi Competizione / Krohn Racing      | Tracy Krohn / Eric van de Poele | Abandon     |
| 2011  | Ferrari F430 GTC          | Krohn Racing                          | Tracy Krohn / Michele Rugolo    | Abandon     |
| 2012  | Ferrari 458 Italia GT2    | Krohn Racing                          | Tracy Krohn / Michele Rugolo    | 25e         |
| 2013  | Ferrari 458 Italia GT2    | Krohn Racing                          | Tracy Krohn / Maurizio Mediani  | Abandon     |
| 2014  | Ferrari 458 Italia GT2    | Krohn Racing                          | Tracy Krohn / Ben Collins       | 30e         |
| 2015  | Ligier JS P2              | Krohn Racing                          | Tracy Krohn / João Barbosa      | 32e         |
| 2016  | Ligier JS P2              | Krohn Racing                          | Tracy Krohn / João Barbosa      | 22e         |
| 2017  | Ferrari 488 GTE           | DH Racing                             | Tracy Krohn / Andrea Bertolini  | 42e         |
| 2018  | Ligier JS P217            | Eurasia Motorsport                    | Tracy Krohn / Andrea Bertolini  | Non-classé  |
| 2019  | Dempsey-Proton Racing     | Porsche 911 RSR                       | Tracy Krohn / Patrick Long      | Non Partant |